# Alto Adige Volley Südtirol
L'Alto Adige Volley Südtirol è una società pallavolistica maschile italiana con sede a Bolzano: milita nel campionato di Serie A3.

## Storia
L'Alto Adige Volley Südtirol viene fondato l'8 giugno 2013 ed è ammesso a partecipare alla Serie B2 nella stagione 2013-14. Nella stagione successiva acquista il titolo sportivo dall'Almamater, esordendo in Serie B1: nella stagione 2016-17, dopo il secondo posto in classifica nel proprio girone, sfiora la promozione in Serie A2, venendo sconfitto nelle semifinali dei play-off promozione.
Il club di Bolzano acquista il titolo sportivo del Modena Est ottenendo così il diritto di partecipazione alla Serie A2 2017-18, retrocedendo però a fine stagione in Serie B. Dopo un'annata conclusa a metà classifica nella terza serie nazionale, la società acquista il titolo sportivo dalla Pag Taviano, disputando la stagione 2019-20 in Serie A3.

## Rosa 2020-2021
| N° | Nome                | Ruolo | Data di nascita  | Nazionalità sportiva |
| -- | ------------------- | ----- | ---------------- | -------------------- |
| 1  | Giulio Codato       | C     | -                | Italia               |
| 3  | Tiziano Bressan     | C     | 7 febbraio 1994  | Italia               |
| 5  | Joy Senoner         | O     | 21 agosto 1997   | Italia               |
| 6  | Leonardo Marotta    | L     | 5 giugno 2000    | Italia               |
| 7  | Filippo Maccabruni  | P     | 4 agosto 1999    | Italia               |
| 8  | Tommaso Grassi      | P     | 20 giugno 1994   | Italia               |
| 9  | Simone Brillo       | L     | 27 giugno 1995   | Italia               |
| 10 | Davide Polacco      | S     | 15 dicembre 1998 | Italia               |
| 11 | Anastasios Aspiōtīs | O     | 19 marzo 1991    | Grecia               |
| 14 | Massimo Ostuzzi     | S     | 28 luglio 1999   | Italia               |
| 15 | Mirco Dalmonte      | O     | 4 maggio 1995    | Italia               |
| 17 | Marco Gallo         | S     | 13 maggio 1987   | Italia               |
| 18 | Gianmarco Gasperi   | C     | 12 maggio 1997   | Italia               |